# عبد الله النجار
عبد الله منصور النجار (1898 - 21 يوليو 1976) سياسي ودبلوماسي وصحفي وكاتب لبناني. ولد في بيت مري وتعلم في مدرسة بلدته ثم في مدرسة برمانا العالية ثم الفرير ثم الجامعة الأميركية في بيروت فأحسن العربية والإنجليزية والفرنسية وترك الجامعة بعد أن درس الطب سنتين ليلتحق بالمملكة العربية السورية رئيساً لقلم الترجمة، وعمل مديراً للمعارف في دولة جبل الدروز سنة 1923. هاجر إلى أستراليا وكتب في صحفها الإنجليزية من 1928 إلى 1936 ثم عينته حكومة العراق سنة 1940 مديراً للدعاية والنشر، ثم التحق بالسلك الدبلوماسي اللبناني سنة 1944 حتى 1962. اغتيل مع قرينته نبيهة في منزلهما في 21 يوليو 1976. له مؤلفات وبحوث ومقالات وبعض الشعر. 

## سيرته
ولد عبد الله بن منصور علي النجار في بيت مري سنة 1898 في عائلة الدرزية من بنو النجار. تعلم في مدرسة بلدته ثم في مدرسة برمانا العالية ثم الفرير ثم الجامعة الأميركية في بيروت فأحسن العربية والإنجليزية والفرنسية وترك الجامعة بعد أن درس الطب سنتين ليلتحق بالمملكة العربية السورية رئيساً لقلم الترجمة وأسس مع إخوان له الرابطة القلمية، وعمل مديراً للمعارف في حكومة جبل الدروز سنة 1923. 
 
وكان له دور كبير في تسوية الخلافات التي كانت تقع بين دروز الجبل والفرنسيين، وندب أثناء الثورة الدرزية لعدد من المهمات الجسام، وكان العضو الفعال في لجنة الوفاق التي ضمته مع حمد بربور وعلي عبيد ويوسف الشدياق. «والذي زاد في متاعبه أن الفرنسيين كانوا دوماً حذرين منه ومختلفي الرأي حوله. فبعضهم يوليه الثقة ويندبه للمهمات، وآخرون يصدرون المذكرات باعتقاله، وأخيراً عندما استقر اسمه في اللائحة السوداء هرب إلى القاهرة ومنها إلى أستراليا حيث مارس التجارة.»  

وفي أستراليا كتب في صحفها الإنجليزية من 1928 إلى 1936 ليعود منها أميناً لمكتب الدعاية العربي من 1937 - 1939، ثم عينته حكومة العراق سنة 1940 مديراً للدعاية والنشر، وتولی سكرتيرية الدفاع عن فلسطين.  

التحق بالسلك الدبلوماسي اللبناني سنة 1944 فعين قنصلاً في عمان في المملكة الأردنية الهاشمية ثم مستشاراً في المفوضية اللبنانية في الأرجنتين، ثم وزيراً مفوضاً في سفارة لبنان في أوتاوا ثم في موسكو، وبقي في خدمة الحكومة اللبنانية حتى أحيل على التقاعد سنة 1962 فانصرف إلى الكتابة والتأليف. ورأس عدة جمعيات ثقافية منها المجلس الثقافي للمتن الشمالي. وفي أثناء وظيفته في الديبلوماسية تابع دراسة الجامعية فنال من جامعة عليكرة الإسلامية رتبة عالم وهي توازي رتبة دكتوراه دولة. 

عمل في الصحافة فأنشأ في دمشق سنة 1919 مجلة القلم بالاشتراك مع عجاج نويهض والمجلة بالاشتراك مع هاني أبي مصلح. وكتب في عدد كبير من الجرائد والمجلات وكانت أكثر مقالاته تدور حول الشؤون الوطنية المتعلقة بسوريا ولبنان والدول الشرق أوسطية.  

## اغتياله
وفي 21 تموز 1976 اغتيل مع قرينته نبيهة في منزلهما في بيت مري في مشكلة عائلية طارئة. 

## مؤلفاته
مؤلفاته المطبوعة: 
- بنو معروف في جبل حوران، 1924.
- الفظائع في البلاد المقدسة، بالإنجليزية.
- مذهب الموحدين الدروز، أو مذهب الدروز والتوحيد، 1967.
- أسرار المؤامرة الصهيونية، بالإنجليزية.
- انحطاط اليهودية الحاضرة، بالإنجليزية.
- الصهيونية بين تاريخين، 1972.
- مئوية مدرستي، 1975.
- أمامة العقل عند الموحدين الدروز، 1974.
- الدروز، بالإنجليزية، 1969.

وله مؤلفات مخطوطة: مجموعة شعرية والقومية العربية ومذاهب العقل.  

## وصلات خارجية
- قانون العفو يشمل المتهم بقتل السفير عبد الله النجار